# Харрис, Питер
Питер Филип Харрис (англ. Peter Philip Harris; 19 декабря 1925 — 2 января 2003) — английский футболист, правый крайний нападающий. Всю свою профессиональную карьеру провёл в «Портсмуте». Лучший бомбардир в истории клуба. Также выступал за национальную сборную Англии.

## Клубная карьера
Уроженец Портсмута, Харрис начал футбольную карьеру в местной команде «Госпорт Боро». Там его заметили скауты «Портсмута», после чего он стал игроком этого клуба. Харрис стал одним из ключевых игроков послевоенного «Портсмута», выигравшего два чемпионских титула подряд в сезонах  1948/49 и 1949/50. В сезоне 1948/49 «Портсмут» мог выиграть «дубль», но неожиданно проиграл в полуфинале Кубка Англии клубу Второго дивизиона «Лестер Сити». Всего Харрис провёл за «Портсмут» 515 матчей и забил 211 голов, в том числе 479 матчей и 194 гола в чемпионате. Является лучшим бомбардиром за всю историю «Портсмута».
В 1960 году завершил футбольную карьеру из-за туберкулёза.

## Карьера в сборной
21 сентября 1949 года дебютировал за сборную Англии в матче против сборной Ирландии.
23 мая 1954 года во второй раз сыграл за сборную Англии в матче против сборной Венгрии. В той игре англичане потерпели рекордное поражение со счётом 1:7.
Из-за конкуренции со стороны таких игроков как Стэнли Мэттьюз и Том Финни талантливый крайний нападающий провёл за сборную Англии только два матча.

## Достижения
Портсмут
- Чемпион Англии (2): 1948/49, 1949/50
- Обладатель Суперкубка Англии: 1949 (разделённый титул)

## Статистика выступлений
| Клуб             | Сезон            | Лига | Лига | Кубок | Кубок | Прочие | Прочие | Итого | Итого |
| Клуб             | Сезон            | Игры | Голы | Игры  | Голы  | Игры   | Голы   | Игры  | Голы  |
| ---------------- | ---------------- | ---- | ---- | ----- | ----- | ------ | ------ | ----- | ----- |
| Портсмут         | 1946/47          | 4    | 1    | 0     | 0     | −      | −      | 4     | 1     |
| Портсмут         | 1947/48          | 40   | 13   | 2     | 1     | −      | −      | 42    | 14    |
| Портсмут         | 1948/49          | 40   | 17   | 5     | 5     | −      | −      | 45    | 22    |
| Портсмут         | 1949/50          | 40   | 16   | 4     | 1     | 1      | 0      | 45    | 17    |
| Портсмут         | 1950/51          | 36   | 5    | 1     | 0     | −      | −      | 37    | 5     |
| Портсмут         | 1951/52          | 40   | 9    | 4     | 1     | −      | −      | 44    | 10    |
| Портсмут         | 1952/53          | 41   | 23   | 1     | 0     | −      | −      | 42    | 23    |
| Портсмут         | 1953/54          | 40   | 20   | 7     | 5     | −      | −      | 47    | 25    |
| Портсмут         | 1954/55          | 41   | 23   | 1     | 0     | −      | −      | 42    | 23    |
| Портсмут         | 1955/56          | 41   | 23   | 2     | 1     | −      | −      | 43    | 24    |
| Портсмут         | 1956/57          | 39   | 11   | 2     | 2     | −      | −      | 41    | 13    |
| Портсмут         | 1957/58          | 40   | 18   | 2     | 2     | −      | −      | 42    | 20    |
| Портсмут         | 1958/59          | 26   | 13   | 4     | 0     | −      | −      | 30    | 13    |
| Портсмут         | 1959/60          | 11   | 1    | −     | −     | −      | −      | 11    | 1     |
| Всего за карьеру | Всего за карьеру | 479  | 193  | 35    | 18    | 1      | 0      | 515   | 211   |